# Tuyo (banda)
Tuyo é um grupo musical brasileiro de afrofuturismo, folk-pop e música ambiente (considerado por algumas camadas de seu público como 'folk futurista') fundado no ano de 2016, na cidade de Curitiba, Paraná, como cisão do também grupo musical brasileiro Simonami (2009 - 2017) e formado desde o início por Lilian Soares (Lio), Layane Soares (Lay) & Jean Machado.[carece de fontes?]
O nome Tuyo é frequentemente descrito por Lilian Soares (Lio) nas apresentações ao vivo do grupo como "de vocês" e, também, como uma junção das palavras "você" e "eu" na língua castelhana (espanhol) - "tuyo", "tu" & "yo", respectivamente. 
A Tuyo trabalha com uma miscelânea de elementos sintéticos (teclados sintetizadores e programações percussivas) mesclados ao folk e ao soul, com uso esparso de violões e lacônico de guitarras e contrabaixos elétricos). Suas composições são marcadas pela intimidade e pela subjetividade, conduzidas em diversas reflexões sobre a liquidez e a precariedade das emoções e das conexões humanas, assim como a melancolia da vida adulta e a condição de "não-lugar" (ou "não-pertencimento", em especial como três musicistas pretos da Região Sul trabalhando com elementos sonoros dominados por musicistas brancos) - explicada pelos próprios membros do grupo em sua biografia no Spotify.
O trio já trabalhou em parcerias com Baco Exu Do Blues, Lucas Silveira (Fresno), Rael, Terno Rei, Drik Barbosa & Lenine e também já foi eleito pelo The New York Times como destaque do Festival SXSW 2021.

## História
A Tuyo nasceu como cisão da Simonami, também fundada na cidade de Curitiba, com produções fonográficas datadas de 2009 a 2017. Lilian e Layane participaram do talent show The Voice Brasil, da Rede Globo, em 2016.
Seu primeiro registro fonográfico oficial foi um pot-pourri produzido pelos integrantes da Hai Studio (RROOMM desde Janeiro de 2020) e publicado em 28 de setembro de 2017 com as músicas "Solamento" & "Amadurece & Apodrece" (que tornaram-se, respectivamente, a terceira e a quarta faixa de seu 1º Extended Player (EP), "Pra Doer" - ambas com execução rítmica diferente de sua primeira gravação), que alcançou a marca de 8 milhões de visualizações no YouTube e viabilizou a reverberação de seus trabalhos posteriores. 
Em 9 de novembro de 2018, Pra Curar, seu primeiro álbum de estúdio, é publicado e prontamente avaliado como um dos melhores álbuns musicais do ano de 2018 pelos críticos musicais dos portais Minuto Indie (5º), Hits Perdidos (6º) & Tenho Mais Discos Que Amigos (2º). "Vidaloca" foi a primeira faixa a receber videoclipe (pelo canal Couple of Things), sendo sucedida por "Eu Não Te Conheço", "Terminal", "Sem Querer" & "Eu Sou Dragão" (produzidos com recursos próprios do trio). 
Em março de 2021, participam do SXSW Online, festival de Música, Tecnologia e Cinema que acontece no Texas, realizado em formato virtual devido à pandemia da Covid-19, e o jornal The New York Times elegeu o show da banda paranaense como um dos 15 melhores de todo evento. 
Em 27 de maio de 2021, pouco após a promoção das faixas "Sem Mentir" (publicada em 23 de julho de 2020) & "Sonho da Lay" (publicada em 27 de outubro de 2020 com a participação do rapper Luccas Carlos), é publicado o 1º volume do álbum duplo Chegamos Sozinhos em Casa, posteriormente indicado à premiação do Grammy Latino de Melhor Álbum De Pop Contemporâneo Em Língua Portuguesa (2021). O 2º Volume foi publicado no dia 22 de julho de 2021.
Em 2021, o trio compôs e produziu em parceria com Xan (ex-membra do Simonami) o single "Eu Nasci Ali", publicado no dia 20 de Agosto de 2021 em decorrência da trilha sonora do filme Valentina, produzido e publicado pela Netflix - sendo selecionado, indicado ou agraciado por pelo menos 15 premiações nacionais e internacionais.
Em agosto de 2022, se apresentam como banda de abertura para os shows de Demi Lovato em São Paulo, no Espaço Unimed.
Em novembro de 2022, sai o EP Depois da Festa, com quatro faixas “Ela Sorriu Pra Mim” (que ganhou videoclipe), “Sonho Antigo”, “Coração Veloz” e “Descansar o Sentimento”. Em complemento, em dezembro, lançam o single “Eu Vim Pela Comida“, que mostra face irônica e bem humorada do grupo.
Em março de 2023, lançam nas plataformas digitais a música “Zero Coragem”, que em julho ganhou uma versão acústica com direito a clipe dirigido por Gabriel Vinícius. No mesmo mês, participam do festival Lollapalooza Brasil.
No final de 2023, sai o EP Tuyo Acústico, com regravações e músicas lançadas com a Simonami, acompanhado pelo clipe da inédita “Tudo Volta”.
Ainda em 2023, participam do álbum Admirável Chip Novo (RE)Ativado, que celebra os 20 anos de lançamento do disco de estreia da Pitty, performando na música "O Lobo".
Em abril de 2024, lançam o terceiro disco de estúdio da carreira, intitulado Paisagem. Paisagem ficou na quarta posição do ranking de 10 melhores álbuns nacionais de 2024 da Rolling Stone Brasil.
Em outubro de 2024, lançam um disco completo feito para crianças, chamado Quem Eu Quero Ser, acompanhado do clipe feito para o single “Dógui”.
No final de 2024, na passagem de Lewis Hamilton para participar do Grande Prêmio de São Paulo, a integrante Lay Soares ensinou ao piloto alguns acordes de “Garota de Ipanema” no violão.

## Integrantes
- Lilian Soares (Lio) - voz (2016 -)
- Layane Soares (Lay) - voz, violão, guitarra (2016 -)
- Jean Machado - voz, violão, contrabaixo elétrico, sintetizadores, programações (2016 -)

## Discografia e apresentações

### Singles:
- "Solamento / Amadurece & Apodrece" - 2017
- "Baile Raro" (C/ Kel) - 2018
- "Conselho Do Bom-Senso / Calor, Sol & Sal" (C/ Bruna Mendez) - 2018
- "Solamento" (Lucas Estrela Remix) - 2019
- "Nosotros" (C/ Bruna Mendez) (Espanhol) - 2019
- "Acústico" (Double) - 2019
- "Lara" (C/ Biltre) - 2019
- "Sem Querer (Ao Vivo No Estúdio MangoLab)" - 2019
- "Terminal (Ao Vivo No Estúdio MangoLab)" - 2019
- "Fióti + Tuyo (Sessions)" (Double) - 2019
- "Vidaloca" (Boss In Drama Remix) - 2019
- "Fiebre" (C/ Kel) (Espanhol) - 2019
- "Eu Não Te Conheço" - 2019
- "Aware" (C/ Ecologyk, Oshun) (Inglês/Português) - 2020
- "Quando For Falar De Amor" (C/ Fióti) - 2020
- "Eu Te Avisei" (C/ Terno Rei) - 2020
- "Sem Mentir" - 2020
- "Sonho da Lay" (C/ Luccas Carlos) - 2020
- "Mi Casa, Su Casa" (C/ Korede Bello, RDD, Mavins) - 2021
- "Toda Vez Que Eu Chego em Casa" (C/ Jonathan Ferr) - 2021
- "Iguais" (VlwFlw Remix) (C/ Siamese) - 2021
- "Do Lado de Dentro" - 2021
- "Eu Nasci Ali" (C/ Xan) - 2021
- "Cara de Doce" (C/ Leonardo Marques, Dinho Almeida) - 2021

### Extended plays(EP'S):
- Pra Doer - 2017
- Pra Doer (Remix) - 2019

### Álbuns (estúdio):
- Pra Curar - 2018
- Pra Curar (Remix) - 2019
- Chegamos Sozinhos em Casa, Volume 1 - 2021
- Chegamos Sozinhos em Casa, Volume 2 - 2021
- Paisagem - 2024

### Álbuns (ao vivo):
- Tuyo No Estúdio Showlivre - 2017
- Fragmentos I - 2021

### Festivais:
- Polifonia (Rio de Janeiro) - 2019 / 2021
- Rec-Beat (Pernambuco) - 2019
- CoMA (Distrito Federal) - 2019
- DoSol (Rio Grande do Norte) - 2019
- Radioca (Bahia) - 2019
- Se Rasgum (Par[a) - 2020
- South by Southwest (SXSW) (EUA) - 2021
- Bananada (Goiás) - 2021
- MIMO (Rio de Janeiro) - 2021

## Prêmios & indicações
| Ano  | Prêmio                                       | Categoria                                              | Álbum / Música                      | Resultado |
| ---- | -------------------------------------------- | ------------------------------------------------------ | ----------------------------------- | --------- |
| 2021 | Grammy Latino (2020/2021)                    | Melhor Álbum De Pop Contemporâneo Em Língua Portuguesa | "Chegamos Sozinhos Em Casa, Vol. 1" | Indicado  |
| 2021 | Prêmio Multishow De Música Brasileira (2021) | Canção Do Ano                                          | "Sonho Da Lay" (C/ Luccas Carlos)   | Indicado  |